# Morelia Herrera
 Morelia Herrera Barja (Villa Vaca Guzmán, Bolivia; 15 de junio de 1996)  es cantante, modelo y reina de belleza boliviana que participó en el certamen de Miss Chuquisaca 2015 como representante de Muyupampa  en la cual ganó la corona máxima del Departamento de Chuquisaca el 21 de mayo de 2015, título con el cual representó a Chuquisaca en el Miss Bolivia 2015 que se realizó en Santa Cruz de la Sierra.

## Biografía
Morelia Herrera Barja, conocida en el mundo artístico como MORELIA, nació el 15 de junio de 1996 en el municipio de Villa Vaca Guzmán, provincia de Luis Calvo. Sus padres son Germán Herrera y María Luisa Barja y es la menor de 5 hermanos,(3 hombres y 2 mujeres). A a su temprana edad, cuando ella cursaba en el Kinder su profesora descubrió que Morelia cantaba bien y por ello le recomendaba aprender las letras de las canciones. Fue reconocida por su municipio y por su talento fue nombrada hija predilecta, llegando a conquistar el título más preciado de todas las muyupampeñas a ser Miss Muyupampa 2015.

## Miss Chuquisaca 2015
Morelia a sus 18 años representando a Villa Vaca Guzmán concursó en el Miss Chuquisaca 2015, compitiendo con 13 candidatas de todas las regiones del departamento de Chuquisaca, antes de la noche final, arrasó con 3 títulos previo, Miss Talento, Mejor Sonrisa y Miss Silueta. En la noche final del 21 de mayo de 2014 en Sucre Morelia ganó la corona de Miss Chuquisaca 2015, la cual fue la primera muyupampeña que ganó la corona departamental. Las finalista del concurso fueron de Monteagudo, Iriss Villalba ( Srta. Chuquisaca 2015), de Monteagudo, Esthefany Padilla (Miss La Plata 2015), de Sucre, Yhoselin Illesgas (Primera Finalista) y Huacareta, (Segunda Finalista)

## Miss Bolivia 2015
Morelia representó al departamento de Chuquisaca en el Miss Bolivia 2015 realizado en Santa Cruz de la Sierra, en la noche final del 25 de julio Morelia no clasificó entre las finalistas, pero logró ganar el título de Mejor Traje Típico.